# Julio Ponce Lerou
Julio César Ponce Lerou (La Calera, 13 de noviembre de 1945) es un ingeniero forestal y empresario chileno, conocido en la vida pública por haber sido yerno de Augusto Pinochet y uno de los principales involucrados en el escándalo financiero denominado Caso Cascadas.
Fue por más de dos décadas accionista controlador y presidente del directorio de la Sociedad Química y Minera de Chile (SQM o Soquimich), una de las mayores productoras de fertilizantes, yodo y litio a nivel global. En ese rol, se vio involucrado en casos de delitos tributarios y corrupción. Es uno de los millonarios que lideran el ranking de la revista Forbes en su país, y uno de los principales financiadores de políticos de distintos colores. Lideró el directorio de sociedades de inversión ligadas a la propiedad de SQM, conocidas como «sociedades cascadas», como Norte Grande, Oro Blanco y Pampa Calichera.

## Familia
Hijo del médico general Julio Ponce Zamora y de la enfermera Alicia Lerou Ballesteros, de ascendencia francesa, tuvo tres hermanos: Gustavo, que destacó como diplomático, entre otras actividades; Eugenio, ingeniero mecánico, ejecutivo de SQM; y Lucía, médica especialista en reumatología.
En Maitencillo, localidad del litoral central del país en la que vacacionaba junto a su familia, conoció, siendo adolescente, a Verónica Pinochet Hiriart, hija de Augusto Pinochet y de Lucía Hiriart. Con aquella estuvo casado desde 1969 a 1991, año en que obtuvieron la nulidad matrimonial. De dicha relación nacieron cuatro hijos: Julio César, Alejandro, Francisca Lucía y Daniela Verónica.

## Estudios
Se formó en el Colegio de los Hermanos Maristas de Quillota, el Liceo de Hombres de Quillota y el Internado Nacional Barros Arana de Santiago, donde fue coetáneo de Genaro Arriagada.
Una vez finalizada la enseñanza secundaria, cursó por un año la carrera de medicina en la Universidad de Concepción, en la zona centro-sur del país. Tras ello se matriculó en la Universidad de Chile, en Santiago, entidad donde se titularía como ingeniero forestal y donde conocería a Daniel Contesse González, hermano de Patricio, quien lo acompañaría más tarde en numerosos emprendimientos.
En ese contexto, le tocó desarrollar una práctica profesional en Ontario, Canadá, en la que se desempeñó como obrero de un aserradero.

## Actividad profesional

### Inicios
De vuelta en Chile, a fines de la década de 1960, trabajó en Industrias Forestales SA (Inforsa), donde llegó a ser gerente general con tan sólo 23 años. Posteriormente trabajó en Empresas CMPC, en Concepción.
En 1972 se trasladó a Ciudad de Panamá, con el fin de hacerse cargo de un aserradero. Se encontraba en ese país cuando acaeció en Chile el golpe de Estado del 11 de septiembre de 1973 que derrocó al presidente Salvador Allende.

### Gerencias de empresas estatales durante la dictadura militar
Luego del golpe de Estado en Chile de 1973, que dio inicio a la dictadura militar de Augusto Pinochet, Ponce Lerou fue nombrado por su suegro para ejercer diversos altos cargos en organizaciones, que hasta el derrocado gobierno de Salvador Allende eran estatales, pero que durante la dictadura militar fueron privatizadas. Así, en 1974, Pinochet lo designó director ejecutivo de la Corporación Nacional Forestal (Conaf), repartición que tenía a su cargo los predios expropiados por la Corporación de la Reforma Agraria (Cora).
Allí estuvo hasta 1980, año en que asumió la gerencia de empresas de la Corporación de Fomento de la Producción (Corfo), cargo por el que ocupó numerosas presidencias de empresas estatales como Inforsa, Industria Azucarera Nacional (Iansa), Compañía de Teléfonos de Chile (CTC), Empresa Nacional de Minería (Enami), Empresa Nacional de Electricidad (Endesa) y Sociedad Química y Minera de Chile (SQM).
Ascendió luego a la gerencia general de Corfo, responsabilidad a la que debió renunciar en 1983, a raíz de un documento anónimo que circuló en altas esferas del país que planteaba su supuesto vínculo con actos de corrupción.
Se escribió sobre su fortuna en El Desconcierto: 

Durante la dictadura, una amplia serie de empresas estatales fueron privatizadas bajo un discurso generalizado que apuntaba a la "ineficiencia" de la gestión pública. Años después, un informe de la comisión investigadora de la Cámara de Diputados probó que los diversos procesos de privatización de empresas ocasionaron al Estado una pérdida de cerca de 6 mil millones de dólares, según datos de Contraloría.

### Carrera en el sector privado
Tras su salida del gobierno, pasó a liderar su propia empresa, Sociedad Monasterio, la cual tenía como finalidad la explotación de activos agrícolas y forestales. Esta, entre 1984 y 1985, pidió un préstamo al Banco Interamericano de Desarrollo (BID), intermediado por Corfo, de UF 145 000, para comprar 50 vaquillas finas, dos reproductores, 600 vaquillas preñadas y 25 reproductores de masa, monto del cual sólo pagó UF 50 000 a raíz de la quiebra de la sociedad en 1987.
A fines de los años 1980, en medio del proceso de privatización, retornó al directorio de SQM en representación de American Express, quien canjeó bonos del Estado por acciones de la empresa. En 1987 logró ser nombrado, por segunda vez, presidente del directorio. En los años siguientes consolidó su presencia en la minera no metálica —cada vez más productiva y dominante— hasta convertirse en controlador de la misma a través de una serie de sociedades que popularmente se conocieron como «cascadas», por su estructura vertical, donde cada una controlaba a la siguiente. Estas empresas, que pasó a presidir formalmente en 2002, son, en orden ascendente, Pampa Calichera, Oro Blanco y Norte Grande. Renunció a la presidencia de dichas sociedades «cascadas» en septiembre de 2015.
A comienzos de 2014 apareció por primera vez en el ranking que diseña la revista Forbes sobre las personas más ricas del mundo.

## Controversias

### Caso Cascadas
En 2013, justo en medio de cuestionamientos formulados por los accionistas minoritarios (que generó una batalla en el Poder Judicial), la Superintendencia de Valores y Seguros de Chile (SVS) formuló cargos en su contra por la responsabilidad que le cabía en diversas operaciones realizadas «de modo recurrente y coincidente», entre 2009 y 2011, que permitían, en su opinión, presumir la existencia de un esquema consistente principalmente «en transacciones bursátiles con los títulos Calichera A, Oro Blanco y SQM».
En septiembre de 2014 la autoridad, tras ratificar esta acusación, le aplicó una multa de UF 1,7 millones, equivalente a 70 millones de dólares. Los otros ejecutivos del grupo cuestionados en este caso son Aldo Motta Camp, Patricio Contesse Fica y Roberto Guzmán Lyon. No obstante, en 2019 la sanción a Ponce Lerou fue rebajada a UF 75 000 (casi US$ 3 millones) por la Corte de Apelaciones de Santiago, fallo que fue confirmado por la Corte Suprema en 2020.